# Kępa Zatorska
Kępa Zatorska – wieś w Polsce, w województwie mazowieckim, w powiecie pułtuskim, w gminie Zatory, nad rzeką Prut, dopływem Narwi.
Wierni Kościoła rzymskokatolickiego należą do parafii św. Małgorzaty w Zatorach.
W latach 1975–1998 należała administracyjnie do województwa ostrołęckiego.
Do 2023 miejscowość była przysiółkiem wsi Drwały.